# Frazé
Frazé är en kommun i departementet Eure-et-Loir i regionen Centre-Val de Loire strax norr om centrala Frankrike. Kommunen ligger i kantonen Thiron-Gardais som tillhör arrondissementet Nogent-le-Rotrou. År 2022 hade Frazé 488 invånare.

## Befolkningsutveckling
Antalet invånare i kommunen Frazé
Referens:INSEE